# Makapta
Macapta là một chi bướm đêm thuộc họ Noctuidae.